# Peng Chia-Mao
Peng Chia-Mao (26 de septiembre de 1996) es una deportista taiwanesa que compitió en tiro con arco, en la modalidad de arco recurvo. Ganó una medalla de oro en el Campeonato Mundial de Tiro con Arco al Aire Libre de 2019, en la prueba por equipo.

## Palmarés internacional
| Campeonato Mundial al Aire Libre | Campeonato Mundial al Aire Libre | Campeonato Mundial al Aire Libre | Campeonato Mundial al Aire Libre |
| Año                              | Lugar                            | Medalla                          | Prueba                           |
| -------------------------------- | -------------------------------- | -------------------------------- | -------------------------------- |
| 2019                             | 's-Hertogenbosch (Países Bajos)  | Medalla de oro                   | Equipo                           |